# Marganell
Marganell är en kommun i Spanien.   Den ligger i provinsen Província de Barcelona och regionen Katalonien, i den östra delen av landet, 500 km öster om huvudstaden Madrid. Antalet invånare är 308. Arean är 13,5 kvadratkilometer. Marganell gränsar till Castellgalí, Sant Vicenç de Castellet, Monistrol de Montserrat, Castellbell i el Vilar, El Bruc och Sant Salvador de Guardiola. 
Terrängen i Marganell är kuperad åt sydost, men åt nordväst är den platt.